# مالاثيون
المالاثيون هو من المبيدات التي يتم استخدامها على نطاق واسع في الزراعة والتشجير السكنية والمناطق الترفيهية العامة، وبرامج الصحة العامة ومكافحة الآفات مثل القضاء على البعوض وانواع من ذباب الفاكهة من عائله تيفريتدياTephritidae .
استخدم الملاثيون في عام 1980 في ولاية كاليفورنيا لمكافحة ذبابة فاكهة البحر المتوسطCeratitis capitata. وقد تحقق هذا على نطاق واسع من قبل الجوي الأسبوعية بالقرب من الرش للمجتمعات الضواحي لمدة عدة أشهر. وتشكيلات من ثلاث أو أربع طائرات هليكوبتر تحلق فوق أجزاء الضواحي الزراعية في مقاطعة ألاميدا.

## تأثيره على الضفادع
وجدت دراسة أجريت عام 2008 الذي قامت به جامعة بيتسبرغ أن «الملاثيون» كانت قاتلة لشراغيف ضفادع النمر. ووجد الباحثون أن مجموعة من خمسة المبيدات الحشرية المستخدمة على نطاق واسع (كارباريل، كلوربيريفوس، ديازينون، الإندوسلفان، والملاثيون) في تركيزات أقل بكثير من الحدود التي وضعها وكالة حماية البيئة قتل 99٪ من شراغيف ضفادع النمر.

## السرطنة
لم يزال مجهولا هل الملاثيون مسرطن أم لا عند البشر. وتصنف وكالة حماية البيئة الأمريكية الملاثيون وجود «أدلة توحي السرطنة لكنها غير كافية لتقييم حدوث ذلك عند البشر.» وقد استند هذا التصنيف على وقوع أورام الكبد بشكل مفرطة عند الفئران والجرذان الإناث ووجود وأورام الأنف عند الفئران التي وقعت بعد التعرض لجرعات كبيرة جدا. أجرى الباحثون دراسة شملت مشاركين من ست مقاطعات كندية وجدت أن كان مرتبطا التعرض للالفوسفات العضوية كمجموعة والملاثيون وحده مع سرطان الغدد الليمفاوية غير هودجكين. لم يترافق الملاثيون استخدامها بوصفها تبخير مع زيادة خطر الإصابة بسرطان. بين عامي 1993 و 1997، كجزء من دراسة الصحة الزراعية والباحثين شملهم الاستطلاع عن تطبيقها المبيدات 19717 تعرضها المبيدات الماضي وتاريخها الصحية وعدم وجود علاقة واضحة بين التعرض الملاثيون والسرطان.